# Гикавий Михайло Григорович
Михайло-Генрі Григорович Гикавий (нар. 30 серпня 1907, Ґарланд, Манітоба — пом. 13 квітня 1983, Вінніпег) — український громадський діяч у Канаді, редактор, педагог, журналіст.
Народився у фермерській сім'ї як син Григорія й Анастазії (Чихрун). Закінчив Манітобський педінститут у 1929 і вчителював у Манітобських державних школах 1929—1945. Член Екзекутиви Комітету українців Канади (1945—1961). Редактор тижневиків «Канадійський Фармер» (1945—1961) і «Український Голос» (1971—1972, 1975). У 1967—1971 студент Манітобського університету, завершив студії бакалавратом мистецтв.
Повернувся на вчительську працю і викладав українську мову в державних школах Манітоби (1967—1971). Секретар Правління Колегії Св. Андрея (1946—1969) і викладач української мови й літератури там же (1965—1972). Член Манітобської асоціації модерних мов і Манітобського програмового комітету для старших класів (1964—1972); секретар Канадського Пресклубу (1948—1960); секретар Канадської федерації етнічної преси (1957—1960); член Ордену Св. Андрея УПЦК.